# フレンドリーバス

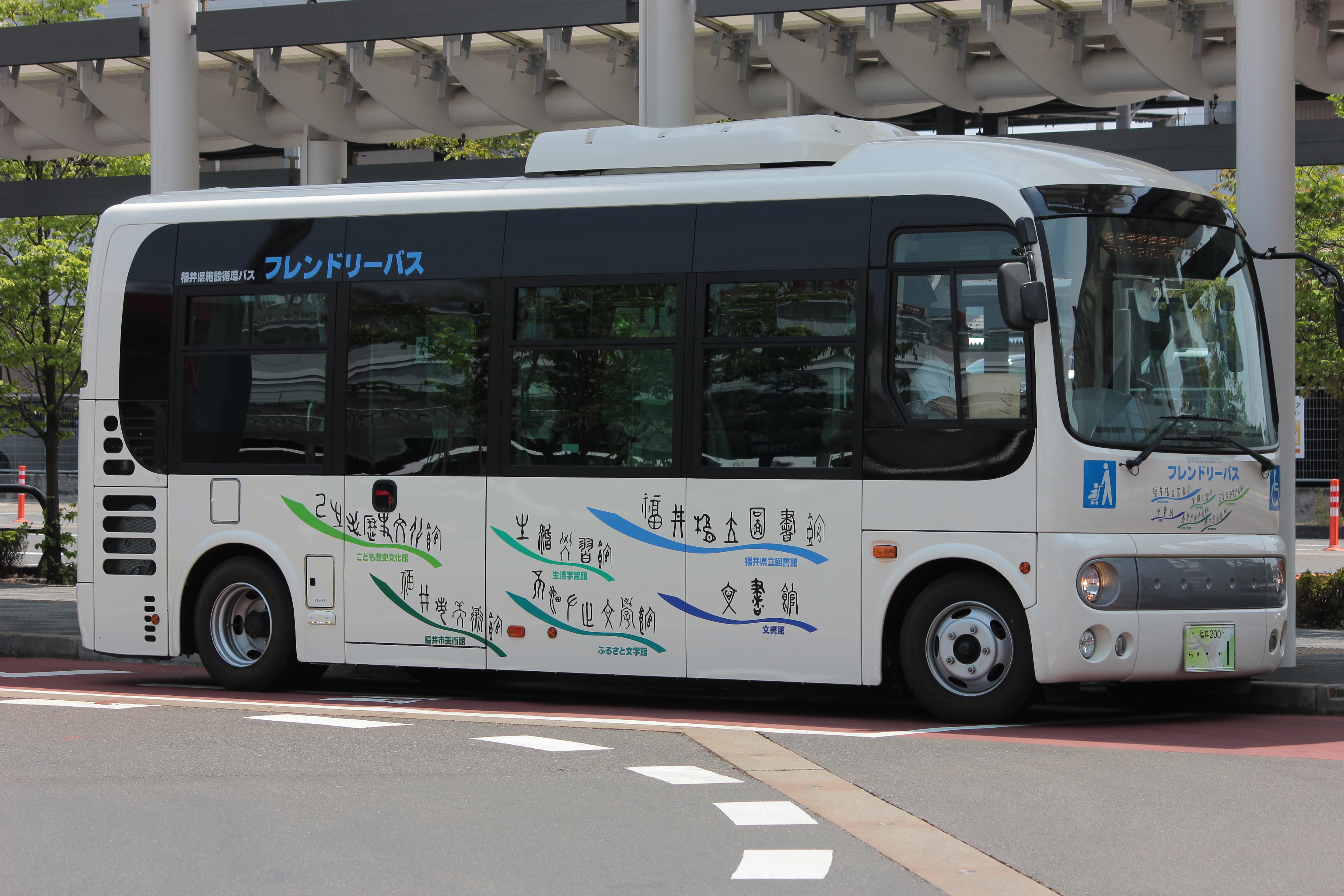
2019年3月28日に運行を開始した新型ラッピング車両

フレンドリーバスは、福井県福井市郊外にある福井県立図書館と福井駅東口とを片道約15分で結ぶ、無料連絡バス。福井県が事業主体であるが、実際の運行は京福バスが行っている。

## 歴史
2003年、福井県立図書館の福井市郊外への移転により、蔵書量や駐車場の大幅拡大と引き替えに、公共交通での往来には不便となることが取り沙汰され、移転直後に行われた福井県知事選挙において当選した新人候補の西川一誠は、福井駅—新図書館間における無料バスの運行を、マニフェストに重点項目のひとつとして掲げていた。2003年度の補正予算案に本バスの試験運行を盛り込んで県議会に提出し可決され、2004年度後半には本格運行へ移行している。
なお、2007年に福井県立図書館より規模は小さいながらも、福井駅東口に福井市立桜木図書館が新規開館した。本バスは2008年から同図書館や放送大学学習センターなどが入居するビル (AOSSA) の前にも停車するようになり、利用者が蔵書の差異から、両図書館間を往来するといった動向もみられる。

### 沿革
- 2003年2月1日 - 福井駅近くにあった県立図書館が郊外へ移転開館。
- 2003年8月30日 - 県立図書館へのアクセス性向上を目的に、福井県が試験運行を開始[2]。
- 2004年11月1日 - 福井市美術館にも停留所を設置し、本格運行を開始。
- 2008年2月19日 - 北ルートと南ルートに分割、ダイヤ改正、停留所の新設・移転[3]。
- 2013年4月1日 - 南ルートの運行ルートを変更[4]。
- 2016年3月27日 - それまでの北ルートと南ルートを一つにまとめた新ルートで運行開始、ダイヤ改正、発着場を福井駅東口に変更、沿線の高校の最寄り停留所を移転[5]。
- 2019年3月28日 - 車両1台を更新し、白川静が研究していた古代文字をラッピングした新フレンドリーバスの運行開始[6]。
- 2020年3月28日-29日 - 新型コロナウイルス感染症（COVID-19）の世界的流行による臨時休館措置により運休。
- 2020年4月4日 - この日より新型コロナウイルス感染症（COVID-19）の世界的流行による長期休館措置により長期運休。
- 2020年5月23日 - 新型コロナウイルス感染症（COVID-19）の感染防止対策として密集を避けるため、臨時の増便ダイヤにて運行再開（8月24日まで）。
- 2020年8月25日 - この日より通常ダイヤに戻る。
- 2024年4月2日 - 京福バスの運転手不足と2024年問題（運輸業の時間外労働の上限規制の強化）の影響により、こども歴史文化館先回りを毎時00分、生活学習館先回りを毎時30分にそれぞれ福井駅東口から発車する60分間隔のダイヤから、生活学習館先回りを1日4便、こども歴史文化館先回りを平日4便、土曜日・休日3便まで減便。

## 路線
- 太文字以外の停留所では、図書館行きが乗車のみ可、福井駅東口行きが降車のみ可である（クローズドドアシステム）。

### こども歴史文化館先回り
福井駅東口⇒旭公民館前⇒高志中・高前⇒こども歴史文化館⇒福井市美術館⇒県立図書館
県立図書館⇒生活学習館⇒羽水高校前⇒木田町⇒木田公民館口⇒福井駅東口

### 生活学習館先回り
福井駅東口⇒木田公民館口⇒木田町⇒羽水高校前⇒生活学習館⇒県立図書館
県立図書館⇒福井市美術館⇒こども歴史文化館⇒高志中・高前⇒旭公民館前⇒福井駅東口

## 沿線施設
- 西日本旅客鉄道（JR西日本）・ハピラインふくい・えちぜん鉄道・福井鉄道 福井駅
- AOSSA
- 福井市旭公民館
- 福井市旭小学校
- 福井県立高志中学校・高等学校
- 福井県立こども歴史文化館・さくらこども図書室
- 福井市成和中学校
- 福井市明倫中学校
- 福井市木田小学校
- 福井市木田公民館
- 福井児童相談所
- 福井南郵便局
- 福井県立羽水高等学校
- 福井県産業会館
- 福井県中小企業産業大学校
- 福井県生活学習館（ユー・アイふくい）
- 福井厚生病院
- 福井県警察交通機動隊
- 福井市美術館（アートラボふくい）
- 福井県立図書館・福井県文書館・福井県ふるさと文学館

## 問題点
本来、郊外に位置する県立図書館を多くの人に利用してもらうために運行されているバスであるが、生活学習館近くの病院や福井駅前への移動手段として使用する乗客が増えてきている。そのため、現在は運行の目的を示す車内アナウンスを流したり、張り紙を掲示したりするなどの対策を行っている。